# Corvol-l'Orgueilleux
Corvol-l'Orgueilleux este o comună în departamentul Nièvre din centrul Franței. În 2009 avea o populație de 753 de locuitori.

## Evoluția populației
| An        | 1975 | 1982 | 1990 | 1999 | 2006 | 2009 |
| --------- | ---- | ---- | ---- | ---- | ---- | ---- |
| Populație | 949  | 828  | 776  | 735  | 770  | 753  |